# Giacôbê Nguyễn Văn Mầu
Giacôbê Nguyễn Văn Mầu (1914–2013) là một giám mục của Giáo hội Công giáo Rôma tại Việt Nam. Ông nguyên là Giám mục chính tòa của Giáo phận Vĩnh Long trong hơn 30 năm, từ năm 1968 đến năm 2001. Khẩu hiệu giám mục của ông là "Amor et Labor" – Yêu thương và Lao khổ.

## Thân thế, tu tập và thời kỳ linh mục
Nguyễn Văn Mầu sinh ngày 21 hoặc 22 tháng 1 năm 1914 tại Bà Rịa (nay là thành phố Bà Rịa, tỉnh Bà Rịa - Vũng Tàu, thuộc Giáo phận Bà Rịa). Cậu bé Mầu là con út trong gia đình gồm có 4 người con.
Năm 11 tuổi, Nguyễn Văn Mầu được linh mục Gioan Baotixita Nguyễn Bá Tòng, chánh xứ Bà Rịa, dẫn dắt và hướng dẫn theo con đường tu trì. Năm 1926, cậu chính thức bắt đầu con đường tu trì bằng việc nhập học Tiểu chủng viện Thánh Giuse Sài Gòn.
Sau quá trình dài hạn tu học, ngày 21 tháng 9 năm 1940, Nguyễn Văn Mầu được thụ phong linh mục. Sau khi được ử hành nghi thức truyền chức, linh mục Mầu được bổ nhiệm lần lượt đảm trách công việc mục vụ giáo xứ khắp Địa phận Sài Gòn: sau khi thụ phong, quản nhiệm giáo xứ Lương hoà thượng. Ba năm sau đó, đảm trách quản nhiệm giáo xứ Bến Gỗ trong thời gian ngắn trước khi quản nhiệm các xứ đạo Cái Thia, Cái Sao, Cái Bèo, Mỹ Lợi từ năm 1943 đến 1947.
Năm 1948, linh mục Nguyễn Văn Mầu được bổ nhiệm làm linh mục Tuyên uý Côn Đảo, Bảo Lộc trong thời gian ngắn cho đến năm 1949, khi ông được điều chuyển đến quản nhiệm giáo xứ Bảo Lộc. Năm 1950, ông tiếp tục được thuyên chuyển làm linh mục quản nhiệm Đơn Dương, Cầu Đất, Lạc Lâm, Bắc Hội, sau đó đảm trách xứ đạo Vũng Tàu từ năm 1953 đến 1955.
Trong khoảng thời gian từ năm 1955 đến năm 1960, Nguyễn Văn Mầu đảm trách vai trò quản lý nhà thờ Chợ Quán và Bề trên nhà phước Chợ Quán. Trong khoảng thời gian từ năm 1961 đến năm 1964, ông đảm trách vai trò linh mục giáo xư Hưng Phú. Từ năm 1966 đến 1968, ông làm Giám đốc Đại chủng viện Thánh Giuse Sài Gòn.

## Giám mục
Ngày 12 tháng 7 năm 1968, Toà Thánh loan báo chọn linh mục Nguyễn Văn Mầu làm giám mục chính tòa Giáo phận Vĩnh Long. Lễ tấn phong cho vị tân chức sau đó được tổ chức vào ngày 12 tháng 9 cùng năm, với phần nghi thức truyền chức chính yếu được cử hành bởi Chủ phong là Khâm sứ Tòa Thánh Angelo Palmas cùng với hai vị phụ phong là Tổng giám mục đô thành Tổng giáo phận Sài Gòn Phaolô Nguyễn Văn Bình và nguyên giám mục giáo phận Vĩnh Long Antôn Nguyễn Văn Thiện tại Vương cung thánh đường chính tòa Đức Mẹ Vô nhiễm Nguyên tội, Sài Gòn. Sau lễ tấn phong, ông chính thức nhận giáo phận ngày 19 tháng 9.
Sau khi Việt Nam thống nhất, Tòa Thánh liền bổ nhiệm linh mục Raphael Nguyễn Văn Diệp làm giám mục phó giáo phận Vĩnh Long vào tháng 8 năm 1975. Lễ tấn phong cho giám mục Diệp diễn ra trong cùng ngày, Nguyễn Văn Mầu là chủ phong trong nghi thức truyền chức giám mục.
Sau 25 năm giữ chức giám mục phó, Nguyễn Văn Diệp từ chức tháng 5 năm 2000. Đồng thời Tòa Thánh bổ nhiệm tân giám mục phó Tôma Nguyễn Văn Tân, với quyền kế vị giám mục Nguyễn Văn Mầu. Lễ tấn phong của giám mục Tân cử hành vào ngày 15 tháng 8 cùng năm. Giám mục Nguyễn Văn Mầu đóng vai trò chủ phong trong nghi thức truyền chức giám mục.
Ngày 3 tháng 7 năm 2001, Tòa Thánh chấp thuận đơn xin hồi hưu của Nguyễn Văn Mầu, giám mục phó Tôma Nguyễn Văn Tân chính thức kế nhiệm. Ngày 19 tháng 9 năm 1968, Giacôbê Nguyễn Văn Mầu nhận Giáo phận Vĩnh Long khi đó có trên dưới 40.000 giáo dân. 33 năm sau, ông trao lại Giáo phận cho người kế nhiệm để nghỉ hưu, Giám mục Tôma Nguyễn Văn Tân với số giáo dân tăng lên gần con số 200.000.
Nguyễn Văn Mầu qua đời lúc 3 giờ sáng, ngày 31 tháng 1 năm 2013, hưởng thọ 99 tuổi với 73 năm linh mục và 45 năm giám mục. Lễ an táng cố giám mục cử hành sau đó vào ngày 4 tháng 2 năm 2013, gồm có 13 hồng y, giám mục và hơn 200 linh mục từ Giáo phận Vĩnh Long cũng như các giáo phận khác. Tham dự lễ an táng cũng có khoảng gần 5.000 giáo dân.

## Nhận xét
| “                                                | Giám mục Giacôbê, một Đấng lão thành rất thân yêu trong lòng Giáo hội tại Việt Nam, đặc biệt tại vùng đồng bằng sông Cửu Long. Theo kiểu nói Việt Nam ngày nay, Giám mục Giacôbê là một "Cây đại thụ", "Cây cao bóng cả", nhánh vươn dài ra tới đại dương... ông còn là một người anh cả trong hàng giám mục Việt Nam." và "Cuộc đời giám mục của ông đã trải qua rất nhiều đau khổ và khó khăn, hơn nhiều giám mục và linh mục khác. Chỉ cần nói qua một số địa danh mà giám mục đã phục vụ cách đây hơn 50 năm như Bến Gỗ, Cái Thia, Cái Bèo, Côn Đảo, Đơn Dương, Cầu Đất, Bắc Hội..., đủ thấy ông đã vất vả và lao nhọc đến là dường nào. Giám mục mà sống đến 100 tuổi, thì thật là lạ lùng! | ” |
| — Phaolô Bùi Văn Đọc, Giám mục Giáo phận Mỹ Tho. | |   |

## Tông truyền
Giám mục Giacôbê Nguyễn Văn Mầu được tấn phong giám mục năm 1968, dưới thời Giáo hoàng Phaolô VI, bởi:
- Chủ phong: Tổng giám mục Khâm sứ Tòa Thánh Angelo Palmas.
- Hai vị Phụ phong: Tổng giám mục đô thành Tổng giáo phận Sài Gòn Phaolô Nguyễn Văn Bình và nguyên giám mục giáo phận Vĩnh Long Antôn Nguyễn Văn Thiện.

Giám mục Giacôbê Nguyễn Văn Mầu là giám mục Chủ phong trong nghi thức truyền chức giám mục cho các giám mục:
- Năm 1975, Raphael Nguyễn Văn Diệp, hiện đang là cố Giám mục phó Giáo phận Vĩnh Long.
- Năm 2000, Tôma Nguyễn Văn Tân, hiện đang là cố Giám mục chính tòa Giáo phận Vĩnh Long.

Giám mục Giacôbê Nguyễn Văn Mầu là giám mục cử hành nghi thức truyền chức linh mục cho giám mục:
- Năm 2015, Phêrô Huỳnh Văn Hai, hiện đang là giám mục Giám mục chính tòa Giáo phận Vĩnh Long.